# Emiliana Arango
| jaar | rang enkelspel | rang dubbelspel |
| ---- | -------------- | --------------- |
| 2016 | 826            | –               |
| 2017 | 494            | –               |
| 2018 | 437            | –               |
| 2019 | 599            | 594             |
| 2020 | 493            | 578             |
| 2021 | 249            | 648             |
| 2022 | 377            | –               |
| 2023 | 112            | 570             |
| 2024 | 180            | 799             |

Emiliana Arango (Medellín, 28 november 2000) is een tennisspeelster uit Colombia. Arango begon met tennis toen zij drie jaar oud was. Haar favoriete ondergrond is gravel. Zij speelt rechtshandig en heeft een tweehandige backhand. Zij is actief in het internationale tennis sinds 2015.

## Loopbaan

### Enkelspel
Arango debuteerde in 2015 op het ITF-toernooi van Manzanillo (Mexico). Zij stond in 2016 voor het eerst in een finale, op het ITF-toernooi van Pereira (Colombia) – zij verloor van landgenote María Fernanda Herazo. In 2017 veroverde Arango haar eerste titel, op het ITF-toernooi van Antalya (Turkije), door de Israëlische Vlada Ekshibarova te verslaan. Tot op heden(juni 2025) won zij drie ITF-titels, de meest recente in 2021 in Florence (SC, VS).
In 2016 speelde Arango voor het eerst op een WTA-hoofdtoernooi, op het toernooi van Bogota. Zij bereikte de halve finale op het WTA 125-toernooi van Cali 2023 en de kwartfinale op het WTA 1000-toernooi van Guadalajara 2023. Daarmee kwam zij binnen op de top 150 van de wereldranglijst.
Arango stond in 2024 voor het eerst in een WTA-finale, op het WTA 125-toernooi van Santa Cruz – zij verloor van de Roemeense Anca Todoni.
In februari 2025 veroverde Arango haar eerste WTA-titel, op het WTA 125-toernooi van Cancún, door de Canadese Carson Branstine te verslaan. Twee weken later bereikte zij als kwalificante de finale van het WTA 500-toernooi van Mérida – door dit resultaat maakte zij haar entrée tot de top 100 van de wereldranglijst. Zij had haar grandslamdebuut op Roland Garros.
Haar hoogste notering op de WTA-ranglijst is de 76e plaats, die zij bereikte in juni 2025.

### Dubbelspel
Arango was weinig actief in het dubbelspel. Zij debuteerde in 2016 op het ITF-toernooi van haar geboorteplaats Medellín (Colombia), samen met de Paraguayaanse Lara Escauriza. Zij stond in 2019 voor het eerst in een finale, op het ITF-toernooi van Guayaquil (Ecuador), geflankeerd door de Amerikaanse Katerina Stewart – zij verloren van het duo Hsu Chieh-yu en Marcela Zacarías.
In 2021 speelde Arango voor het eerst op een WTA-hoofdtoernooi, op het toernooi van Bogota, samen met landgenote Camila Osorio. Zij bereikte de tweede ronde op het WTA 250-toernooi van Bogota 2024.

### Tennis in teamverband
In de periode 2016–2023 maakte Arango deel uit van het Colombiaanse Fed Cup-team – zij vergaarde daar een winst/verlies-balans van 11–8.

## Resultaten grandslamtoernooien
| Legenda | Legenda                          |
| ------- | -------------------------------- |
| g.t.    | geen toernooi gehouden           |
| l.c.    | lagere categorie                 |
| –       | niet deelgenomen                 |
| G       | uitgeschakeld in de groepsfase   |
| 1R      | uitgeschakeld in de eerste ronde |
| 2R      | uitgeschakeld in de tweede ronde |
| 3R      | uitgeschakeld in de derde ronde  |
| 4R      | uitgeschakeld in de vierde ronde |
| KF      | uitgeschakeld in de kwartfinale  |
| HF      | uitgeschakeld in de halve finale |
| F       | de finale verloren               |
| W       | het toernooi gewonnen            |
| w-v     | winst/verlies-balans             |

### Enkelspel
| toernooi        | 2025 |
| --------------- | ---- |
| Australian Open | –    |
| Roland Garros   | 2R   |
| Wimbledon       |      |
| US Open         |      |

## Palmares
| Legenda                 |
| ----------------------- |
| Grandslamtoernooi       |
| Olympische Spelen       |
| Year-End Championships  |
| Premier Mandatory       |
| Premier Five / WTA 1000 |
| Premier / WTA 500       |
| International / WTA 250 |
| Challenger / WTA 125    |

### WTA-finaleplaatsen enkelspel
| nr.              | finale     | toernooi       | ondergrond | tegenstandster   | score    |         |
| ---------------- | ---------- | -------------- | ---------- | ---------------- | -------- | ------- |
| gewonnen finales |            |                |            |                  |          |         |
| 1.               | 2025-02-15 | WTA Cancún     | hardcourt  | Carson Branstine | 6-2, 6-1 | details |
| verloren finales |            |                |            |                  |          |         |
| 1.               | 2024-11-03 | WTA Santa Cruz | gravel     | Anca Todoni      | 6-7, 0-6 | details |
| 2.               | 2025-03-02 | WTA Mérida     | hardcourt  | Emma Navarro     | 0-6, 0-6 | details |

### Gewonnen ITF-toernooien enkelspel
| nr. | finale     | toernooi | dotatie  | ondergrond | tegenstandster in finale | score         |
| --- | ---------- | -------- | -------- | ---------- | ------------------------ | ------------- |
| 1.  | 2017-06-04 | Antalya  | $ 15.000 | gravel     | Vlada Ekshibarova        | 6-2, 6-3      |
| 2.  | 2021-09-19 | Medellín | $ 25.000 | gravel     | Laura Pigossi            | 6-0, 6-0      |
| 3.  | 2021-10-17 | Florence | $ 25.000 | hardcourt  | Wang Xiyu                | 6-3, 0-6, 7-6 |